# Campylocentrum aciculatum
Campylocentrum aciculatum är en orkidéart som först beskrevs av Heinrich Gustav Reichenbach och Johannes Eugen ius Bülow Warming, och fick sitt nu gällande namn av Célestin Alfred Cogniaux. Campylocentrum aciculatum ingår i släktet Campylocentrum och familjen orkidéer. Inga underarter finns listade i Catalogue of Life.

## Bildgalleri

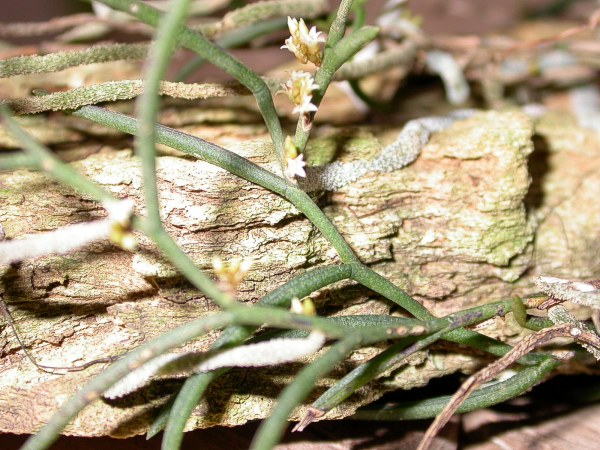
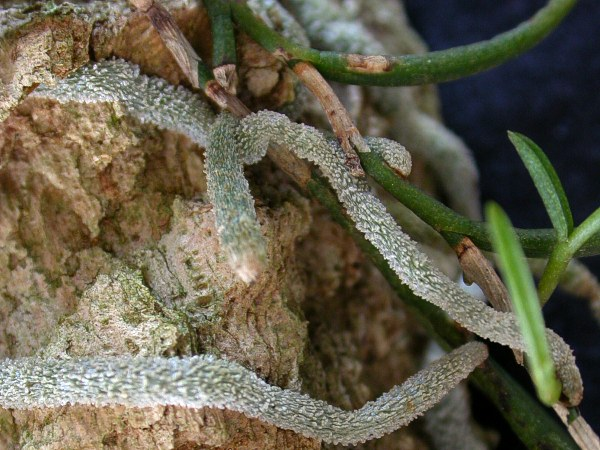
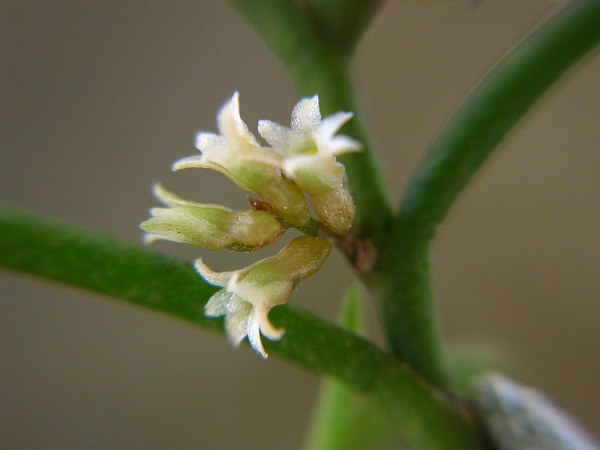